# Arnultovice (Rudník)
Arnultovice (německy Arnsdorf) je část obce Rudník v okrese Trutnov. Nachází se na jihu Rudníku. Prochází zde silnice II/325.
Arnultovice je také název katastrálního území o rozloze 5,75 km2.

## Historie
První písemná zmínka o vesnici pochází z roku 1437.
V letech 1850–1950 byla samostatnou obcí a od roku 1961 se vesnice stala součástí obce Rudník.

## Obyvatelstvo
| Rok            | 1869 | 1880 | 1890 | 1900 | 1910 | 1921 | 1930 | 1950 | 1961 | 1970 | 1980 | 1991 | 2001 | 2011 | 2021 |
| -------------- | ---- | ---- | ---- | ---- | ---- | ---- | ---- | ---- | ---- | ---- | ---- | ---- | ---- | ---- | ---- |
| Počet obyvatel | 524  | 461  | 501  | 651  | 619  | 529  | 539  | 425  | 425  | 387  | 366  | 319  | 302  | 322  | 288  |
| Počet domů     | 60   | 66   | 67   | 85   | 74   | 74   | 80   | 93   | 93   | 80   | 88   | 93   | 89   | 96   | 96   |

## Zajímavost
V roce 2020 byla odtud popsána významná zkamenělina prvohorního (permského) praobojživelníka druhu Korkonterpeton kalnense.